# Royal Golf Club du Hainaut
Pour les articles homonymes, voir Hainaut.
Le Royal Golf Club du Hainaut est un golf situé à Erbisœul en Belgique. Son parcours historique (Bruyères et Quesnoy) fut dessiné par Tom Simpson en 1933 et sa troisième boucle de 9 trous (Etangs) par Fred Hawtree en 1990. En 2011 et 2012, le Royal Golf Club du Hainaut se classe 2e golf de Belgique derrière le Royal Zoute, avec 85/100 dans le guide Rolex, la "bible" des 1.000 plus beaux parcours d'Europe.

## Histoire
Le Royal Golf Club du Hainaut fut, comme le Ravenstein, royal dès sa fondation.